# إيرين جاكسون
إيرين جاكسون (بالإنجليزية: Erin Jackson)‏ هي متزلجة أمريكية، ولدت في 19 سبتمبر 1992 في أوكالا في الولايات المتحدة.

## وصلات خارجية
- إيرين جاكسون على موقع SpeedSkatingBase.eu (الإنجليزية)
- إيرين جاكسون على موقع SpeedSkatingNews.info (الإنجليزية)
- إيرين جاكسون على موقع SpeedSkatingStats.com (الإنجليزية)
- إيرين جاكسون على موقع Rollerstory.net
- إيرين جاكسون على موقع اللجنة الأولمبية الدولية (الإنجليزية)
- إيرين جاكسون على موقع أوليمبيديا (الإنجليزية)